# Хойти-Тойти
«Хойти-Тойти» — фантастический рассказ известного русского советского писателя-фантаста Александра Беляева. Впервые опубликован в 1930 году.

## История
Рассказ был написан в первый ленинградский период писателя, когда Беляев в декабре 1928 года переехал из Москвы в Ленинград, прожив там до начала 1930 года, и начал профессионально заниматься литературой. Это предпоследний рассказ из серии «Изобретения профессора Вагнера», является продолжением рассказа «Амба». «Хойти-Тойти» был впервые опубликован в журнале «Всемирный следопыт» (1930, № 1—2).

## Сюжет
Берлин. В цирке Буша выступает необыкновенный слон Хойти-Тойти, умеющий считать и читать, однако однажды слон обижается на своего дрессировщика за неуважительное поведение последнего и уходит из цирка. Полиция уже готова убить животное, но ситуацию спасает профессор Вагнер из Москвы, при одном упоминании имени которого слон успокаивается и возвращается в цирк. Вагнер узнаёт потерявшегося слона, которому он когда-то пересадил мозг погибшего немецкого учёного Ринга. Во время прогулки в Швейцарию слон рассказывает Вагнеру свою историю. Вагнер в специальной экспедиции в Конго пересадил дикому африканскому слону мозг, который жил у него в лаборатории и который заскучал без тела, но был уже слишком велик для человеческого черепа. Во время одной из ночных прогулок по африканским джунглям слон по-человечески испугался леопарда, убежал в лес и заблудился. Он долго блуждал по джунглям, пристал к стаду диких слонов, затем был вьючным слоном у браконьеров, пока, наконец, не нашёл ферму, где его приняли как ручного …Хойти-Тойти.

### Особенности сюжета
В рассказе описывается несколько изобретений профессора Вагнера:
- Система поддержания изолированного мозга человека и коммуникации (перекликается с основной идеей романа «Голова профессора Доуэля»);
- Прозрачный каучук, из которого Вагнер сделал шар для прогулок по джунглям и невидимую сеть для ловли слонов;
- «Слоновья водка», сильнодействующее средство, опьяняющее и усыпляющее животных.

## Персонажи
- Штольц — профессор зоологии в Берлине
- Шмит — профессор
- Фридрих Юнг — «вожак» слона
- Людвиг Штром — директор цирка
- И. С. Вагнер, «Ваг» — профессор из Москвы
- Аким Иванович Денисов, «Ден» — ассистент профессора Вагнера
- Ринг — погибший немецкий учёный, чей мозг Вагнер пересадил слону
- Песков — бывший ассистент Вагнера
- Мпепо — туземец, проводник браконьеров
- Бакала, Кокс, Броун — браконьеры, охотники за слоновой костью